# Acrogalumna machadoi
Acrogalumna machadoi är en kvalsterart som beskrevs av Balogh 1960. Acrogalumna machadoi ingår i släktet Acrogalumna och familjen Galumnidae. Inga underarter finns listade i Catalogue of Life.